# カムチャツカの火山群

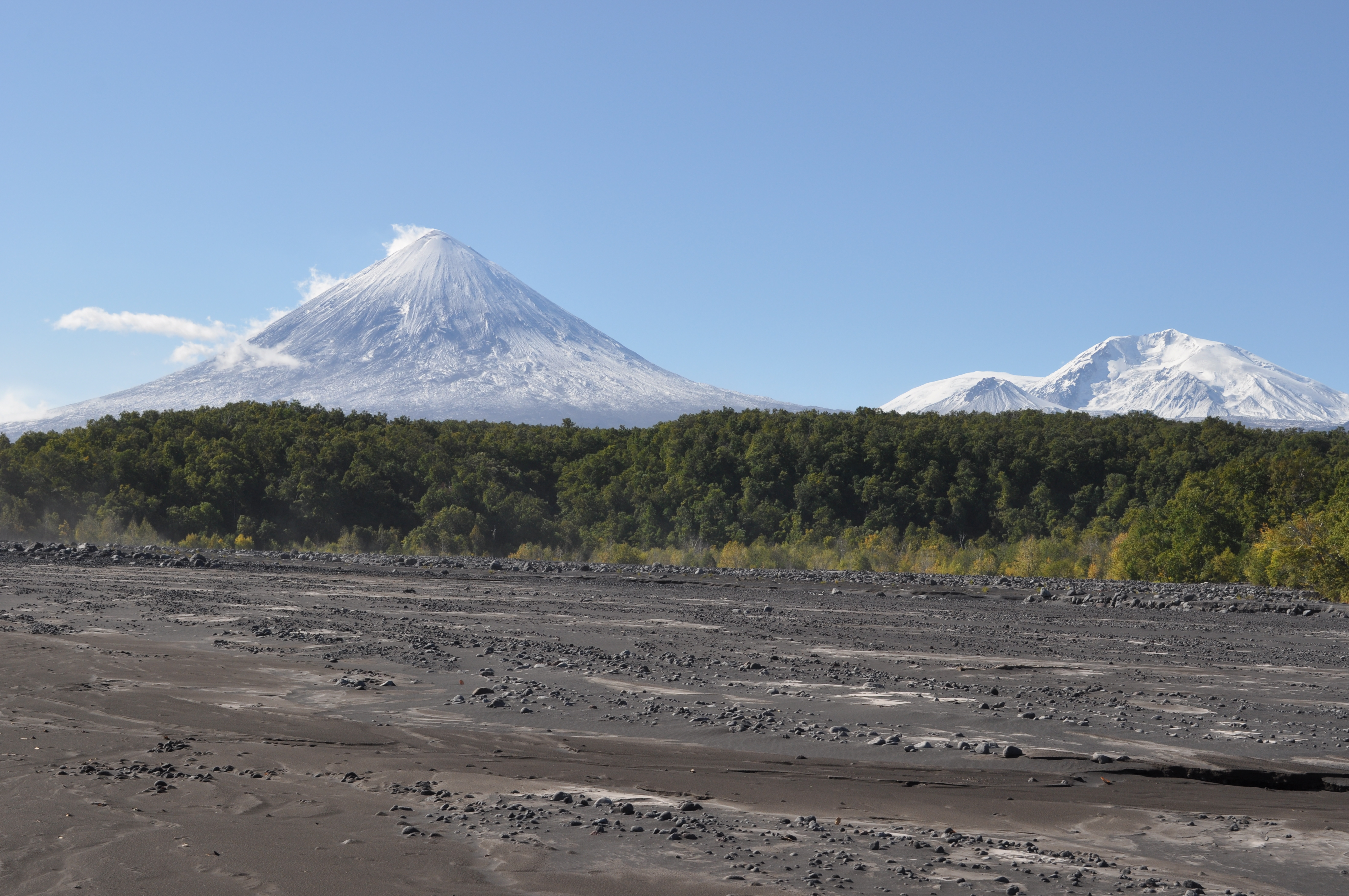
クリュチェフスカヤ山

カムチャツカ火山群（カムチャツカかざんぐん、ロシア語: Вулканы Камчатки）は、ロシア連邦東部のカムチャツカ地方に位置する大きな火山群である。カムチャツカ川とその谷は、両側に約 160 の火山を含む大きな火山帯に隣接しており、そのうち 29 はまだ活動している。この半島には高密度の火山とそれに関連する火山現象があり、29 の活火山がユネスコの世界遺産にも登録されている「カムチャツカの火山群」の 6 つのサイトに含まれており、そのほとんどがカムチャツカ半島にある。

## 世界遺産
カムチャツカの火山群は、ロシアにあるユネスコの世界遺産登録物件。カムチャツカ半島の2つの自然保護区と3つの自然公園を対象とする形で1996年12月に登録され、2001年に自然公園が一つ追加登録された。
環太平洋造山帯の中でも、カムチャツカ半島は特に「火山の博物館」の異名を取るほどに多彩な噴火様式の火山やそれが生み出した地形が存在している。また、火山の多さや土壌の特質などのために開発が余り行われてこなかったことから、景観美や生物多様性も十分に保持されている。登録にあたっては、こうした地学的重要性、景観美、生物多様性など多角的な点における顕著な普遍的価値が認められた。同じくロシアの世界遺産であるバイカル湖などとともに、自然遺産としての登録基準4項目全てが適用されている世界遺産である。

## 世界遺産登録対象
登録対象はいずれもカムチャツカ州にある。

### クロノツキー国立生物圏・自然保護区

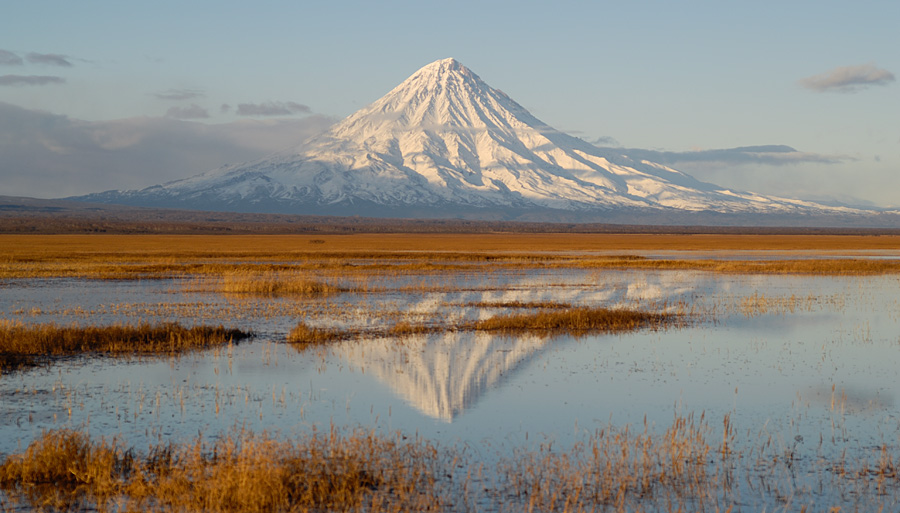
クロノツキー山

クロノツキー国立生物圏・自然保護区（Kronotsky State Biosphere Nature Preserve / Kronotskiy Zapovednik, ID765-001）は、クロノツキー山（標高 3528 m）の西側、ベーリング海沿岸部に存在しているクロノツキー自然保護区で、面積は1,007,100 ha、IUCNカテゴリーはIa（厳正自然保護区）である。1932年に国立ロシアの自然保護区が設定され、一時的な中断はあったものの、1966年に再設定された。1984年に生物圏保護区にもなっている。
この保護区内にある「間欠泉の谷」は、その名の通り多数の間欠泉からなる渓谷（Valley）で、ゲイゼルナヤ・カルデラ内を流れるゲイゼルナヤ川に沿って広がる全長約6kmの世界最大の熱水地帯の一つである。2007年の豪雨によってゲイゼルナヤカルデラの外輪山南東側が崩壊し、ゲイゼルナヤ川に堰止湖が形成された。これによって形成直後は間欠泉の2/3が水没したが、その後水位が低下している。
この保護区の植物種は745種が確認されている。その中にはトドマツ（Abies sachalinensis）などのような固有種が16種含まれている。それ以外の植物としては以下のものが確認されている。
- アカンテンツキ（Fimbristylis ochotensis、テンツキ属）
- アツモリソウ
- イブキソモソモ（スウェーデン語版）（Poa radula、イチゴツナギ属）
- イワベンケイ
- エゾサワスゲ（Carex viridula）
- ヒメミズニラ（ベトナム語版）（Isoetes asiatica）

動物種としてはヒグマやトナカイなどの陸棲動物のほか、保護区内の海域に以下のような生物たちが暮らしている。
- イッカク
- オホーツクワモンアザラシ（Phoca hispida ochotensis、ワモンアザラシの亜種）
- ゴマフアザラシ
- ゼニガタアザラシ（Phoca vitulina stejnegeri）
- タラバガニ
- トド
- ハナゴンドウ
- ラッコ

### ブィストリンスキー自然公園
ブィストリンスキー自然公園（Bystrinsky Nature Park / Bystrinskiy Zakaznik, ID765-002）は、針葉樹林帯が広がっている保護区で、面積は1,325,000 ha、IUCNカテゴリーはIVである。1995年に設定された。
ブィストリンスキー自然公園には多くの温泉が含まれている。公園内にはエッソ、アナブガイの2つの村が含まれ、エヴェン人などの少数民族が居住する。エッソにはエヴェン人の生活などを展示する博物館のほかに、露天の温水プールが設置されている。
この保護区に棲息している主な哺乳類は以下の通りである。
- アメリカミンク（Mustela vison）
- ズグロマーモット（英語版）（Marmota camtschatica）
- クビワレミング（英語版）
- ビーバー
- マスクラット
- ヘラジカ（Alces alces buterlini）

また、保護区内の川には次のような魚類も棲息している。サケ類の種の多様性は世界で最大である。
- ギンザケ
- シロサケ
- ベニザケ
- マスノスケ
- ニジマス（Salmo mykiss）
- カラフトマス（Oncorhynchus gorbuscha）
- サクラマス
- オショロコマ
- イワナ

### ナルィチェヴォ自然公園

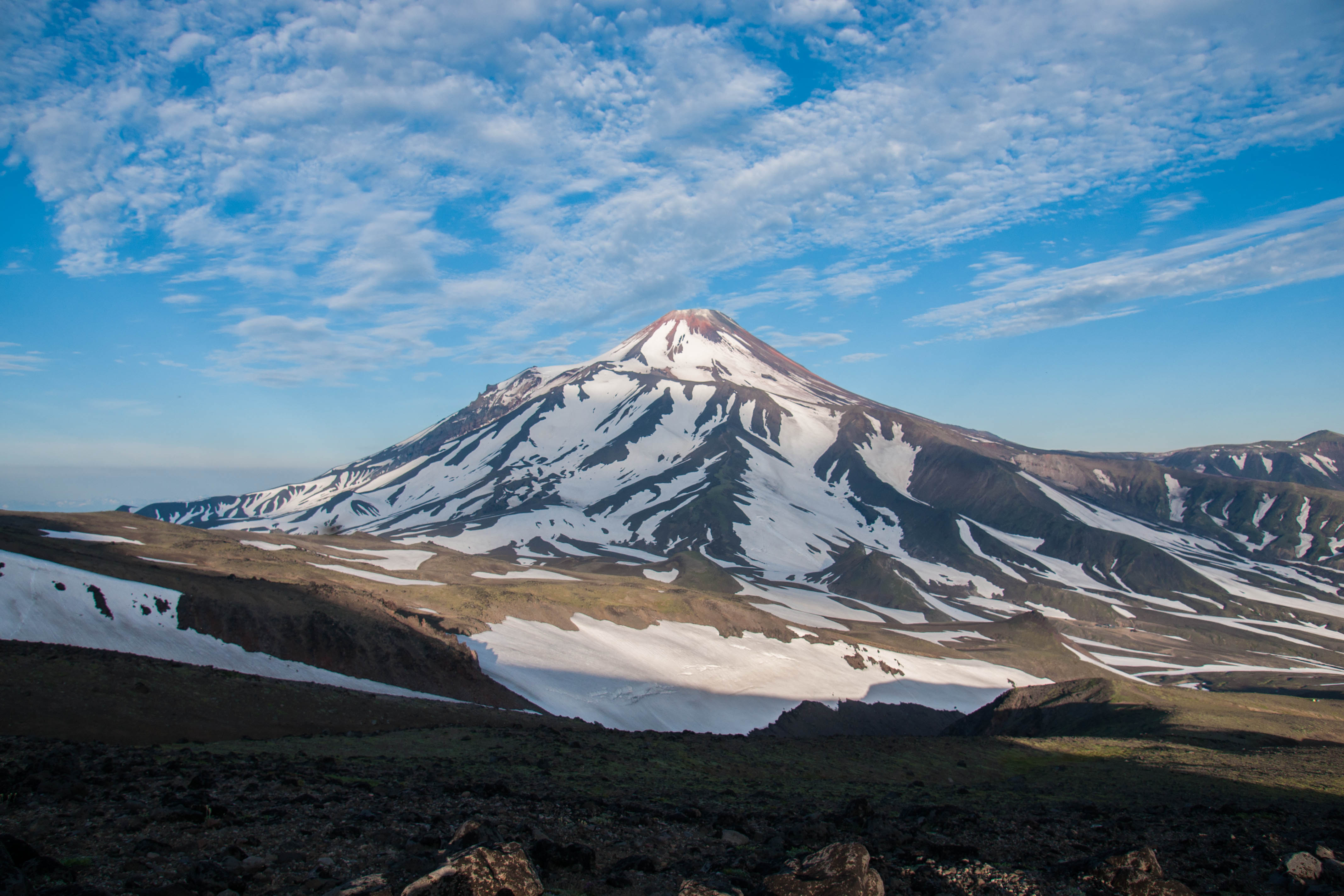
アヴァチンスカヤ山

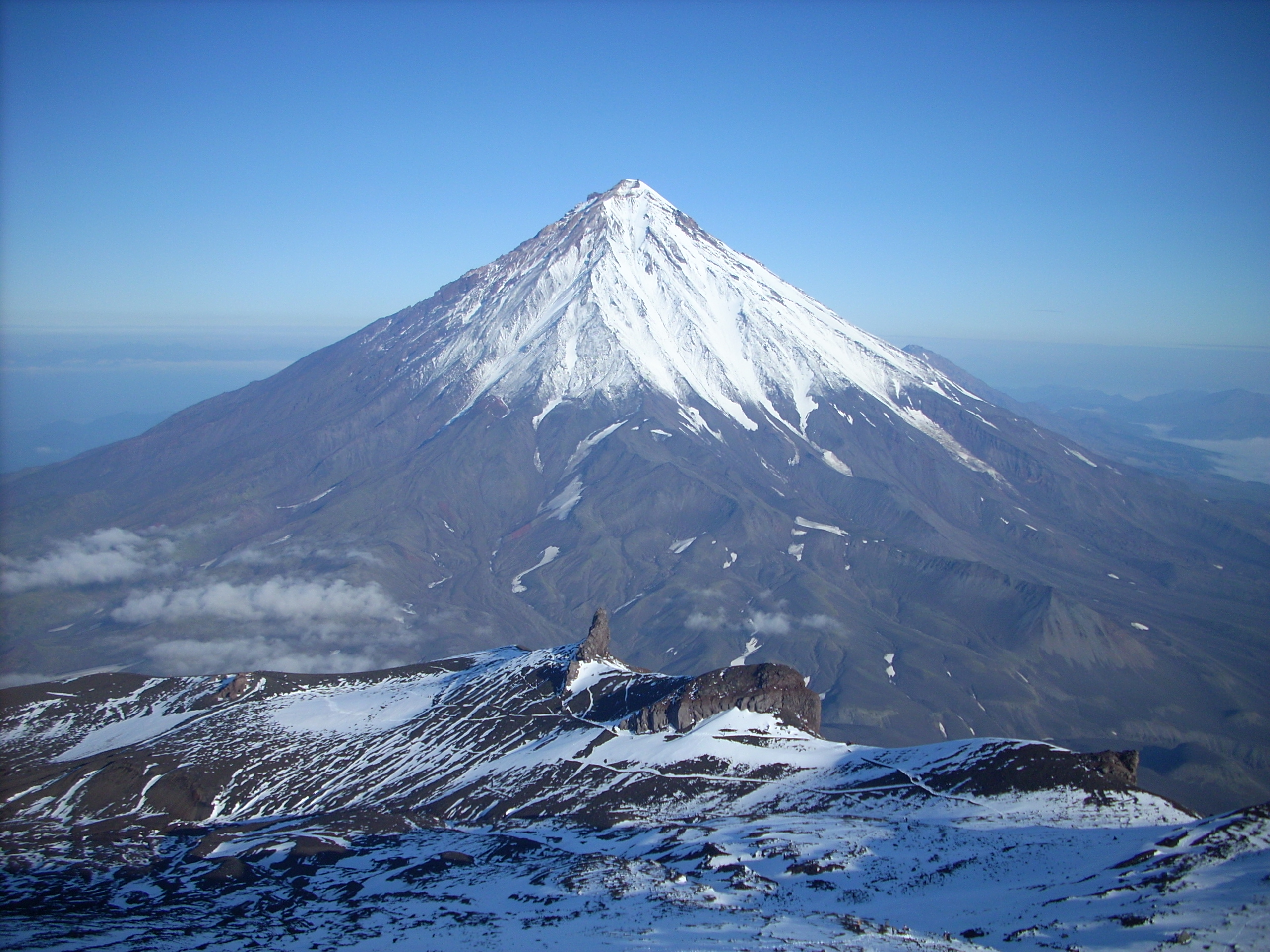
コリャークスカヤ山

ナルィチェヴォ自然公園（Nalychevo Nature Park / Nalychevo Zakaznik, ID765-003） は、1945年に噴火したアヴァチンスカヤ山（標高 2741 m）やコリャークスカヤ山（標高 3456 m）などの火山と森林地帯を含む保護区で、1995年に設定された。面積は287,200 ha、IUCNカテゴリーはIVである。
保護区内のナルィチェヴォ渓谷には、多数の温泉と冷泉が点在する。
この保護区には、アツモリソウ、エゾスズラン（Epipactis papillosa）、ヒメムヨウラン（Neottia asiatica）などの稀少種が生育している。維管束植物549種、哺乳類33種などが確認されている。
カムチャツカ半島では渡り鳥も含めて鳥類が多く観測されている。この保護区では以下のような鳥が観測されている。
- アオシギ
- コクガン
- ミカドガン
- オオワシ
- オジロワシ
- シロハヤブサ
- ミサゴ
- ハヤブサ[7]

### 南西ツンドラ自然保護区
南西ツンドラ自然保護区（Southwestern Tundra Nature Reserve / Southwest Tundra Zakaznik, ID765-004）は1990年に設定された保護区で、面積は123,000 ha、IUCNカテゴリーはIVである。

### 南カムチャツカ自然公園
南カムチャツカ自然公園（Southern Kamchatka Nature Park / South Kamchatka Zakaznik, ID765-005）は、1995年に設定された保護区で、面積は486,900 ha、IUCNカテゴリーはIVである。
温泉があるホドゥトカ山、カルデラ湖が形成されているクスダチ山などの火山、クリル湖、カリムスキー湖などの湖がこの保護区に含まれている。
この保護区には170種類超の鳥類が生息、約590種類の植物が分布し、植物のうち5種がレッドデータブックに登録されている。

### クリュチェフスコイ自然公園
クリュチェフスコイ自然公園（Nature Park "Kluchevskoy" / Klyuchevskoy Zakaznik, ID765-006）は、半島の中央部に位置し、世界遺産対象内では最も植物種の豊富な保護区である。公園内のクリュチェフスカヤ山（標高 4,835 m）は、活火山としてはユーラシア大陸最高峰である。面積は376,000 ha、IUCNカテゴリーはV（厳正自然保護区）。1999年に設定され、2001年に世界遺産登録対象に加えられた。

## 世界遺産登録基準
この世界遺産は世界遺産登録基準のうち、以下の条件を満たし、登録された（以下の基準は世界遺産センター公表の登録基準からの翻訳、引用である）。
- (7) ひときわすぐれた自然美及び美的な重要性をもつ最高の自然現象または地域を含むもの。
- (8) 地球の歴史上の主要な段階を示す顕著な見本であるもの。これには生物の記録、地形の発達における重要な地学的進行過程、重要な地形的特性、自然地理的特性などが含まれる。
- (9) 陸上、淡水、沿岸および海洋生態系と動植物群集の進化と発達において進行しつつある重要な生態学的、生物学的プロセスを示す顕著な見本であるもの。
- (10) 生物多様性の本来的保全にとって、もっとも重要かつ意義深い自然生息地を含んでいるもの。これには科学上または保全上の観点から、すぐれて普遍的価値を持つ絶滅の恐れのある種の生息地などが含まれる。